# Халил бей (битолски валия)
Халил бей (на турски: Halil Bey) е османски офицер и чиновник.

## Биография
От октомври 1909 до ноември 1910 година е валия на Битолския вилает. След това от ноември 1910 до ноември 1910 година е косовски валия в Скопие. От ноември 1911 до януари 1912 е валия на Хиджаз, а след това до юли 1913 - на Одринския вилает.